# Mörner af Morlanda
Mörner af Morlanda är en friherrlig och en grevlig adelsätt varav den grevliga fortlever. Ätterna är förgrenad ur adliga ätten Mörner.
Den friherrliga ättens stamfader, riddaren Hans Georg Mörner upphöjdes till friherre år 1674. Den friherrliga ätten nr 62 utslocknade på svärdssidan år 1962.

## Grevliga ätten Mörner af Morlanda
Den grevliga ätten Mörner af Morlanda är grevlig ätt nr 60 på Sveriges Riddarhus. Stamfader var generalen, slutligen fältmarskalken, landshövdingen och hovrättspresidenten, friherre Carl Gustaf Mörner af Morlanda (1658–1721). Han upphöjdes till greve 10 juni 1716 i Högkvarteret i Torpum i Norge av konung Karl XII och introducerades 15 februari 1718 under oförändrat namn.
En gren erhöll år 1893 preussisk grevlig värdighet med namnet von Mörner och förenklat vapen, det vill säga stamvapnet.

## Vapenbeskrivning
| ” | . . . Een sköld fördelt uti femb fäldt, hvaruthinnan mitt uthi står gamble Mörner slächtetz adelige vapen, det öfre högre feldtet gult med een stårck uti, hällandes uti högre footen een standart af blåå färga, det öfra feltet på vänstre handen blått medh sex piquer i korss stälte utaf gull och sölfver färga, som gå mitt igenom een rund skiöldh uthzirat medh guldh och sölfver, det högre nederste feldtet gröndt, hvaruthinnan står een tartare uthi sin habijt, hållandes uti handen een dragen sabbel. Det nederste vänstra guhlt med ett halfft rödt, uprest leijon, hållandes uthi sine kloor een spänd båga. Mitt Ofvanpå skölden een frijherre crona, hvaruthur står uprest ett grönt ekeblad emellan tvenne vingar af röd och hvijt färga med guld och sölfver strijmor förmängde, och på hvart hörne een öpen crönt tornerehielm, uppå dhen högre hielmen står ett rödt leijon med silfverstrimmor uthi hiertat, hållandes een spändh båga uti sine framkloer. Uppå dhen venstra hielmen een hvijt häst, hvar uppå sitter een karl uti fult harnesk med een commender väria uthi handen. Löfvärket af blå, röd och guhl färia aldeles som heela vapnet med sine egendtlige färgor står upsatt och afmåhlat. . . . | „ |

## Patronatsrätt
Den äldste manliga medlemmen av ätten är patronus för den Skytteanska professuren i statskunskap och vältalighet vid Uppsala universitet och har därmed patronatsrätt. Denne äger alltså rätt att, efter samråd med universitetet, utnämna innehavaren av professuren. Nils-Axel Mörner (1938–2020) var patronus fram till sin död 16 oktober 2020. Före honom var det hans far konstnären Stellan Mörner af Morlanda (1896–1979).